# Al-Bara
Al-Bara o Bara (in arabo بارة‎?) è uno degli antichi villaggi della Siria settentrionale e si trova sul monte Zawiya, a circa 65 km a nord di Hama e a circa 80 km a sud-ovest da Aleppo. Al-Bara è inoltre una città del distretto di Ariha. Secondo l'Ufficio centrale di statistica della Siria, al-Bara contava una popolazione di 10.353 abitanti nel censimento del 2004.